# Romain Édouard
Romain Édouard (Poitiers, 28 de novembre de 1990) és un jugador d'escacs francès que té el títol de Gran Mestre des de 2009.
A la llista d'Elo de la FIDE de l'agost de 2020, hi tenia un Elo de 2645 punts, cosa que en feia el jugador número 4 (en actiu) de França. El seu màxim Elo va ser de 2702 punts, a la llista de juny de 2014 (posició 46 al rànquing mundial).

## Resultats destacats en competició
Édouard juga els escacs des de l'edat de 5 anys, i va fer el seu primer torneig el 2001. Va ser entrenat pel Gran Mestre francès Olivier Renet durant la seva adolescència. El 2006 va guanyar Campionat d'Europa d'escacs de la joventut a la categoria sub16 a l'edat de 15 anys, i el 2007 va aconseguir el títol de Mestre Internacional. Entre els torneigs jugats, va guanyar a Saragossa el 2008, el 2008 el torneig Bad, el 2009 el torneig d'Andorra, Echternach 2009 (and 2010), Hastings 2010, and Clermont-Ferrand 2011. També ha guanyat torneigs tancats com el Grand Prix de Bordeaux el 2007, Anvers el 2011 i Nancy el 2012.
L'agost de 2012 es proclamà campió de França, a Pau, en una edició en què el títol es compartí entre ell, Maxime Vachier-Lagrave, Christian Bauer i Etienne Bacrot. El desembre de 2012 guanyà l'Al Ain Classic amb 7 punts de 9, els mateixos punts que Maxime Vachier-Lagrave però amb millor desempat.
L'abril de 2014 fou campió destacat amb 8 punts de 9 de l'Obert de Dubai. L'agost del 2014 fou tercer al campionat de França a Nimes rere Laurent Fressinet i Etienne Bacrot.
L'agost del 2015 fou subcampió a l'Obert de Sants (el campió fou Kacper Piorun).
El maig del 2016 fou 2-8è (segonen el desempat) del V Obert Internacionat de Llucmajor amb 7 punts (el campió fou Julio Granda). El desembre de 2016 fou 1r-4t (segon en el desempat) del Festival Sunway Sitges amb 7 punts de 9, els mateixos punts que Ievgueni Romànov (campió), Josep Manuel López Martínez i Gata Kamsky.

### Participació en olimpíades d'escacs
Édouard ha participat, representant França, en tres Olimpíades d'escacs entre els anys 2010 i 2014, amb un resultat de (+8 =13 –3), per un 60,4% de la puntuació. El seu millor resultat el va fer a l'Olimpíada del 2014 en puntuar 6 de 9 (+4 =4 -1), amb el 66,7% de la puntuació, amb una performance de 2683.